# Författaren (bok)
Författaren (1957) är den femte delen i Ivar Lo-Johanssons självbiografiska svit från 1951-1960.

## Handling
Den skildrar åren 1930-35 då han själv och en hel generation av unga arbetarförfattare slog igenom, och ger en ömsom humoristisk, ömsom allvarlig, rundmålning av situationen på den svenska parnassen vid denna tid.

## Mottagande
Författaren fick ett mycket positivt mottagande av flera kritiker. Knut Jaensson i Dagens Nyheter skrev "Den är en av höjdpunkterna, ett mästerstycke. Där finns praktiskt taget inga döda partier, men ett överflöd av dråpliga scener. Där finns en porträttkonst som är högst remarkabel. Där finns ett självporträtt som gör ett starkt intryck utan på något sätt vara överdimensionerat. Slutligen är Lo-Johanssons Författaren naturligtvis också ett litteraturhistoriskt dokument av hög rang". Stig Ahlgren i Vecko-Journalen tyckte att det var en "makalöst rolig och stimulerande bok. Frisk, fräck och okonventionell, glittrande humoristisk". Ivar Harrie i Expressen ansåg att "Ivar Lo-Johanssons prosa har sällan rört sig så lätt och spänstigt, med kvickheten och behaget frigjorda". Erik Hjalmar Linder i Svenska Morgonbladet beskrev den som "En rolig, lättläst, spännande och upplysande bok, den ger trettiotalet i en humoristisk vision". I Hufvudstadsbladet skrev N.B. Stormblom "en av de intressantaste och rikaste böcker jag läst på år och dag. Och den avgjort roligaste. Jag tror inte det kan råda någon tvekan om vem som är den bästa berättaren i nusvensk litteratur!".
Några av Lo-Johanssons generationskollegor var dock frågande inför hans skildring av 1930-talet. Artur Lundkvist skrev i en starkt kritisk recension: "Det har blivit en egendomlig 30-talsskildring där mycket är svårigenkännligt och ännu mycket mer saknas... Det är ett stycke 30-tal sett liksom genom ett nyckelhål eller en dörrspringa. Tydligen ILJ:s eget speciella 30-tal, starkt egocentriskt uppfattat, omedvetet och/eller målmedvetet tillrättalagt, kretsande kring honom själv, bedömt och dömt av honom själv". Lundkvist undrade också varför de andra statarförfattarna Jan Fridegård och Moa Martinson inte var omnämnda med ett ord och kom till slutsatsen att "ILJ avhåller sig tydligen från att behandla närstående kolleger som kunde rubba hans egen raka, ensamma linje som arbetarskildrare". Han menade också att de författarporträtt som finns i boken, av bland andra Nils Ferlin, Harry Martinson, Eyvind Johnson och Rudolf Värnlund, "är antingen starkt ambivalenta, ensidigt karikerande eller menlöst undvikande".